# Gerhard Hoffmann (Arabist)
Gerhard Hoffmann (* 28. Oktober 1941 in Leipzig) ist ein deutscher Historiker und Arabist sowie Dozent für arabisch-islamische Geschichte.

## Leben
Gerhard Hoffmann studierte Arabistik, Islamwissenschaft sowie Geschichte an der Karl-Marx-Universität Leipzig (KMU). Er promovierte im Februar 1973 an der dortigen Sektion für Afrika- und Nahostwissenschaften mit einer Arbeit zum Thema Kommune oder Staatsbürokratie? Zur politischen Rolle der Bevölkerung syrischer Städte im 10. bis 12. Jahrhundert. Gutachter waren Ernst Werner, Horst Gericke und Walter Markov. 
Die Promotion B zum Dr. sc. phil. erfolgte im Mai 1986 bei Lothar Rathmann und Ernst Werner mit der Arbeit Das Militär in der arabisch-islamischen Feudalgesellschaft. Ein Beitrag zu Grundzügen seiner Entwicklung und deren Spezifik unter Fatimiden und Seldschuken. Hoffmann lehrte als Hochschuldozent für die Arabische Geschichte des Mittelalters an der KMU Leipzig. Es folgten Lehr- und Forschungstätigkeit an den Universitäten Kiel, Freiburg im Breisgau, Gießen und Berlin. Längere Arbeits- und Studienaufenthalte führten ihn nach Ägypten, Jemen, Libyen, Tunesien und Libanon. 

## Schriften
- Kommune oder Staatsbürokratie? Zur politischen Rolle der Bevölkerung syrischer Städte im 10. bis 12. Jahrhundert, Akademie, Berlin 1975 (Forschungen zur mittelalterlichen Geschichte, Bd. 23)
- mit Günter Barthel (Hrsgg.):  Arab heritage and traditions. Burdon or challenge, Akademie, Berlin 1989 (Asien, Afrika, Lateinamerika. Special issue, Bd. 22)
- Lust an der Geschichte: Die Blütezeit der islamischen Welt. Ein Lesebuch (Hrsg.), Piper, München-Zürich 1994 ISBN 3-492-11897-6
- Arabische Historiographie der Gegenwart. Arabische Historiker zur Krise im abbasidischen Nahen Osten von der Mitte des 9. Jahrhunderts bis zur Mitte des 10. Jahrhunderts, Kovač, Hamburg 2008 (Schriftenreihe Studien zur Geschichtsforschung des Mittelalters, Bd. 24) ISBN 978-3-8300-4068-2
- Regionalisierung, Kontakte, Konflikte. Die Islamische Welt. In: Peter Feldbauer, Angela Schottenhammer (Hrsg.): Die Welt 1000–1250. Mandelbaum Verlag, Wien 2011.
- Geheime Eliten im Islam? In: Volkhard Huth (Hrsg.): Geheime Eliten? (= Bensheimer Forschungen zur Personengeschichte. Band 1). Klostermann, Frankfurt am Main 2014.
- Orient und Okzident - von einer Symbiose zum Kampf der Kulturen? Sozio-kulturelle Wahrnehmungen und Deutungen. Rosa-Luxemburg-Stiftung Sachsen, Leipzig, 2016.